# Иваниш Павловић
Иваниш Павловић (јун 1423 — новембар 1450) је био кнез, а потом и војвода из властелинске породице Павловића која је имала своје посједе у источним дијеловима краљевине Босне, син је Радослава Павловића.
Рођен јуна 1423. године, тада је Дубровник пропратио честиткама рођење сина војводе Радослава Павловића. За вријеме сукоба у Конавлама (1430-1432) између Павловића и Дубровчана, отац га је заједно са мајком Теодором послао на двор краља Срба, Босне. Са склапањем мира између Дубровчана и Радослава Павловића на дневном реду се нашло питање заклетве младог кнеза Иваниша. По склапању мира од стране војводе Радослава, кнез Иваниш био је обавезан да положи заклетву на тај мир кад буде имао 14 година.
После смрти војводе Радослава новембра 1441. године, на чело властелинске куће Павловића долази Иваниш. Првим потезима потврдио је мир са Дубровником и све уговоре својих претходника, а Дубровчани су децембра 1442. године потврдили Павловићима сва права и повластице. Други дипломатски корак био је измирење са ујаком Стефаном Вукчићем Косачом, са којим су Павловићи били у сукобу, а који им је преотео територије у приморју.
Умро је 1450. године, а наслиједила су га браћа Петар и Никола.